# Lachneratus
Lachneratus is een monotypisch geslacht van straalvinnige vissen uit de familie van kardinaalbaarzen (Apogonidae). Het geslacht is voor het eerst wetenschappelijk beschreven in 1991 door Thomas Henry Fraser en Paul James Struhsaker.

## Soort
- Lachneratus phasmaticus Fraser & Struhsaker, 1991